# Sistema non lineare
In matematica un sistema non lineare (talvolta nonlineare) è un sistema di equazioni in cui almeno una di esse è non lineare, cioè non esprimibile come combinazione lineare delle incognite presenti e di una costante. Ad esempio potrebbe contenere equazioni algebriche con almeno un termine di grado diverso da uno, o più in generale dei termini non polinomiali. In pratica, ogni sistema di equazioni che non sia lineare è detto non lineare.

## Esempi di sistemi non lineari

### Sistema polinomiale
Un sistema è polinomiale se ogni equazione è un polinomio. In questo caso il grado del sistema è il prodotto dei gradi dei polinomi, ed il sistema è non lineare precisamente quando ha grado maggiore di uno. Ad esempio, il sistema seguente ha due equazioni e due incognite, e non è lineare perché ha grado due:
{\displaystyle \left\{{\begin{matrix}2x+y=0\\x^{2}-y=2\end{matrix}}\right.}
Il sistema seguente ha invece grado quattro:
{\displaystyle \left\{{\begin{matrix}x^{2}-y=0\\xy=1\end{matrix}}\right.}
Le soluzioni di un sistema polinomiale dipendono fortemente dal campo in cui vengono considerate. Generalmente determinare le soluzioni è impossibile. Teoremi di geometria algebrica (generalizzazioni del teorema di Bézout) garantiscono il fatto seguente: 
Il numero di soluzioni (reali o complesse) di un sistema, se finito, non è superiore al grado del sistema.
Nel caso in cui il sistema abbia due variabili, l'insieme delle soluzioni può essere visto geometricamente come il luogo di intersezione fra alcune curve, ciascuna determinata da un'equazione. Nei due esempi descritti, si tratta rispettivamente dell'intersezione di una conica ed una retta e di due coniche.

### Sistema di un'equazione in una variabile
Questo sistema molto semplice è in realtà una sola equazione in una variabile.
{\displaystyle f(x)=0}
Il sistema è lineare se e solo se la funzione f è lineare, ovvero della forma f(x) = ax + b con a e b nel dominio opportuno. In tutti gli altri casi il sistema non è lineare, come negli esempi seguenti:
{\displaystyle f(x)=ax^{2},\quad f(x)={\frac {1}{x}},\quad f(x)=e^{x}.}

### Sistema di un'equazione in due variabili
In questo caso il sistema è una singola equazione con due variabili
{\displaystyle f(x,y)=0}
ed è lineare se e solo se la funzione f è esprimibile come f(x, y) = ax + by + c, cioè se è l'equazione di un piano affine. In tutti gli altri casi il sistema è non lineare, ad esempio:
{\displaystyle f(x,y)=xy,\quad f(x,y)=x^{2}+y,f(x,y)=e^{x+y}+1.}

### Sistema di più equazioni e variabili
Un sistema generico con n incognite e m equazioni è esprimibile come:
{\displaystyle \left\{{\begin{matrix}f_{1}(x_{1},...,x_{n})=0\\\vdots \\f_{m}(x_{1},...,x_{n})=0\end{matrix}}\right.}
o in notazione vettoriale compatta come: 
{\displaystyle F(x_{1},\ldots ,x_{n})=0}
dove stavolta {\displaystyle 0} è il vettore nullo dello spazio vettoriale Km (dove K è il campo in cui sono studiate le soluzioni, ad esempio R o C) e F è una funzione da Kn in Km.
Un sistema non lineare è, ad esempio:
{\displaystyle \left\{{\begin{matrix}e^{x}+y=0\\\cos x-y=0\end{matrix}}\right.}

## Linearizzazione di sistemi non lineari
La quasi totalità dei sistemi fisici è non lineare: questo rende la ricerca di soluzioni analitiche molto difficile e a volte impossibile. È solitamente possibile trasformare un problema non lineare in un problema localmente lineare, cioè trovare un sistema lineare che approssima, entro un certo raggio, il sistema non lineare originale.

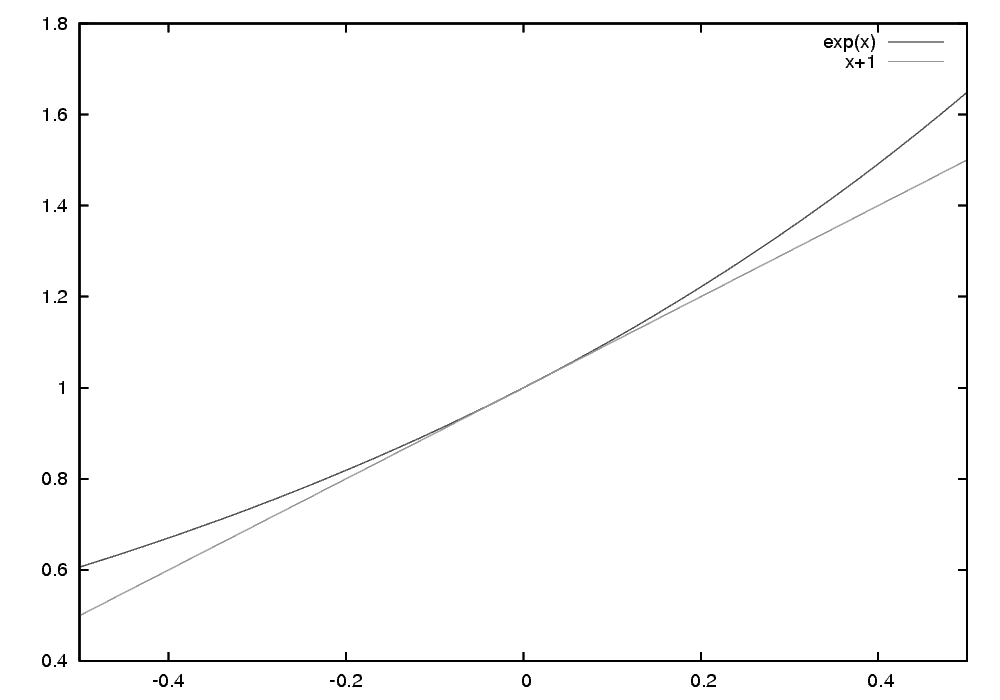
linearizzazione della funzione e^{x}

A questo scopo si utilizzano vari tipi di espansione in serie, in particolare l'espansione in serie di Taylor (e l'analogo multidimensionale) e l'espansione in serie di Fourier. Nella figura a destra si vede l'espansione al primo ordine in serie di Taylor della funzione esponenziale.